# Tonnerre
Tonnerre là một xã trong tỉnh Yonne, thuộc vùng Bourgogne-Franche-Comté của nước Pháp, có dân số là 5979 người (thời điểm 1999). Xã cách Auxerre 35 km, nằm cạnh Armançon và Kênh đào Bourgogne

## Nhân khẩu học
| 1962  | 1968  | 1975  | 1982  | 1990  | 1999  |
| ----- | ----- | ----- | ----- | ----- | ----- |
| 5 595 | 5 834 | 6 336 | 6 007 | 6 008 | 5 979 |

## Các thành phố kết nghĩa
- Montabaur, Rheinland-Pfalz, Đức